# Ernst Gäbler
Ernst Wilhelm Johannes Gäbler (* 28. Dezember 1812 in Schönfließ bei Königsberg (Neumark); † 24. September 1876 in Berlin) war Jurist, Staatsbeamter und Unternehmer.

## Studium
Ernst Gäbler studierte 1832 bis 1835 an der Berliner Universität Rechtswissenschaften.
Er promovierte 1841 an der Universität Greifswald zum Doktor der Rechtswissenschaften (Dr. jur.).

## Beruf
Im Jahr 1848 war Gäbler im Vorstand der Berliner gemeinnützigen Bau-Gesellschaft. 1849 bis 1850 war er Mitarbeiter im Komitee des Berliner Vereins zur Zentralisation deutscher Auswanderung und Colonisation. Im Jahr darauf wechselte er ins Justizministerium. 1852 hatte Gäbler eine Tätigkeit im Range eines Regierungsrats im Berliner Polizeipräsidium. Ein Jahr später wurde er Abteilungsleiter für Verwaltungsangelegenheiten in der Preußischen Admiralität. Im Jahr 1860 wurde er beurlaubt und anschließend in den zeitweiligen Ruhestand entlassen.

## Bauunternehmer
Ab 1872 betätigt sich Ernst Gäbler als Immobilienunternehmer in Weißensee b. Berlin.
Der Bodenspekulant Gustav Adolf Schön hatte 1872 das gesamte Rittergut Weißensee für 700.000 Taler von Friedrich Wilhelm Lüdersdorff, dem Neffen von Johann Heinrich Leberecht Pistorius abgekauft. Von ihm erwarb Ernst Gäbler einen 152 Morgen großen Teil, von dem er 106 Morgen als Bauland für seine Baugesellschaft nutzte. Es wurden 20 Häuser südöstlich der ehemaligen Königchaussee, der heutigen Berliner Allee gebaut.
Die Straßen erhielten Namen von Schlachtenorten aus dem Deutsch-Französischen Krieg 1871/1872. Dadurch bekam das von ihm errichtete Viertel die Bezeichnung Französisches Viertel. Seit 1951 sind die meisten Straßen nach Komponisten benannt. Die Gegend ist jetzt unter der Bezeichnung Komponistenviertel bekannt.

## Entwicklung der Pferdebahn

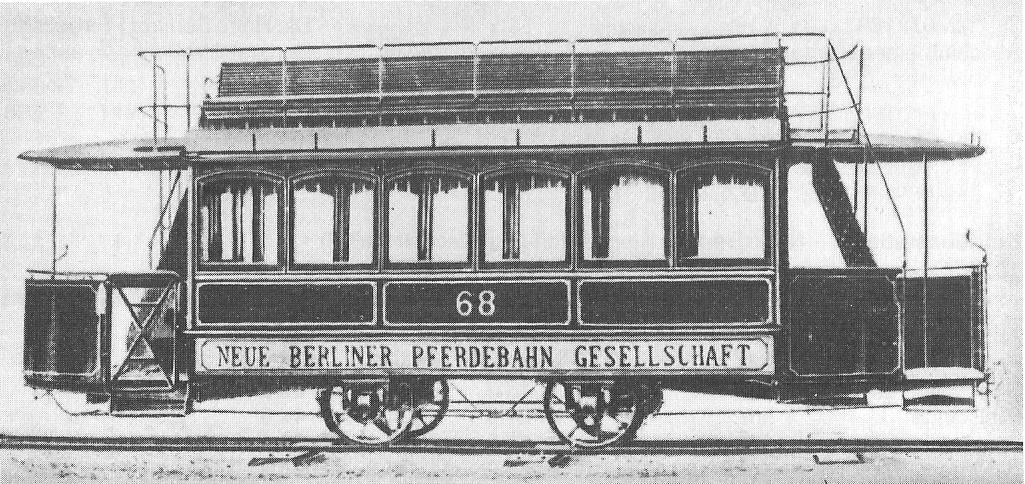
Decksitzwagen 68 der Neuen Berliner Pferdebahn, Baujahr 1882

Ernst Gäbler begründete im Jahre 1875 ein Konsortium zum Bau einer Pferdestraßenbahn vom Alexanderplatz nach Weißensee. Im Juli 1875 wurde dem Konsortium die notwendige Konzession erteilt.
Am 5. August 1876 war Ernst Gäbler Mitbegründer der Neuen Berliner Pferdebahn-Gesellschaft.
Die erste Strecke wurde vom Alexanderplatz über das Königstor hinaus durch die Greifswalder Straße bis nach Weißensee gebaut. Am 1. Januar 1877 fand die Eröffnung dieser Linie statt. Bis zur Jahrhundertwende baute die Gesellschaft ihr Streckennetz in Weißensee und Lichtenberg aus.

## Tod
Ernst Gäbler war bereits im Frühherbst 1876 Opfer einer Berlin heimsuchenden Typhusepidemie geworden. Somit hat er die Vollendung der Trasse nicht miterleben können. Er wurde auf dem Friedhof der Jerusalemer Kirch-Gemeinde vor dem Halleschen Tor beigesetzt.